# Eltern (Zeitschrift)

Logo 2011

Eltern ist eine 1966 gegründete, monatlich erscheinende deutsche Zeitschrift, die sich hauptsächlich an Eltern richtet. Sie erscheint im Hamburger Verlag Gruner + Jahr und wird von einer Familienredaktion erstellt, die auch die Website urbia.de bespielt. Herausgeberin ist seit Ende 2017 Marie-Luise Lewicki, die vorher 16 Jahre lang Chefredakteurin von Eltern war. Die Familienredaktion wird geleitet von Bernd Hellermann, Rosa Wetscher und Franziska Klingspor. Die zuletzt gemeldete verkaufte Auflage lag im ersten Quartal 2023 bei 49.253 Exemplaren. Im Februar 2023 gab der Verlag bekannt, dass die gedruckte Ausgabe von Eltern im Rahmen eines großangelegten Umbaus und der Neuausrichtung bis 2025 eingestellt und nur noch das digitale Angebot aufrechterhalten werden soll.
Die Zeitschrift behandelt nahezu alle Themen, die Eltern interessieren können. Das reicht vom Kinderwunsch und Schwangerschaft, über die Erziehung und Entwicklung von Baby und Kleinkind, von Kinderbetreuung und Themen des Familienalltags über Gesundheit, Ernährung und Partnerschaftprobleme bis zur Rolle des Vaters und kindgerechten Urlaubsdomizilen.
Der seinerzeit vielgelesenen Zeitschrift kam in den 1960er- und 1970er-Jahren eine besondere Rolle in der Diskussion um neue Erziehungsstile und Pädagogik zu. Sexualaufklärung oder Kinderläden wurden ebenso beleuchtet wie antiautoritäre Erziehung oder Ohrfeigen als (jetzt verbotene) Erziehungsmittel. In der Zeit war Otto Schuster Chefredakteur.
| 1998   | 1999   | 2000   | 2001   | 2002   | 2003   | 2004   | 2005   | 2006   | 2007   | 2008   | 2009   | 2010   | 2011   | 2012   | 2013   | 2014   | 2015   | 2016   | 2017   | 2018   | 2019   | 2020  | 2021  | 2022  | 2023 | 2024 |
| ------ | ------ | ------ | ------ | ------ | ------ | ------ | ------ | ------ | ------ | ------ | ------ | ------ | ------ | ------ | ------ | ------ | ------ | ------ | ------ | ------ | ------ | ----- | ----- | ----- | ---- | ---- |
| 436608 | 414960 | 403399 | 410527 | 369535 | 381422 | 383981 | 361643 | 344194 | 345249 | 342176 | 316249 | 306806 | 303125 | 281481 | 248909 | 182250 | 203527 | 190971 | 174762 | 142895 | 136887 | 87852 | 74391 | 55559 |      |      |

Die Erscheinungsfrequenz wurde im Januar 2015 von wöchentlich auf zweiwöchentlich umgestellt und im Januar 2020 von zweiwöchentlich auf monatlich. Die zuletzt gemeldete verkaufte Auflage lag im ersten Quartal 2023 bei 49.253 Exemplaren.
Seit Oktober 2023 erscheint das Printmagazin ELTERN beim Wort und Bild Verlag. Er hat die Lizenzrechte für das Printheft (für eine unbekannte Dauer) lizenziert. Das Heft erscheint in einer Auflage von 360.000 Exemplaren monatlich.
Es ist als für den Leser kostenloses Heft in Apotheken erhältlich. Die Aufmachung sowie der grundsätzliche Inhalt des Magazins sind weitgehend unverändert, Themenschwerpunkte sind allerdings verstärkt die Bereiche Medizin und Gesundheit. 
Im März 2025 verkaufte RTL Deutschland, das Mutterunternehmen von Gruner + Jahr, die Marken Brigitte, Gala und Eltern an die Funke Mediengruppe. Von diesem Verkauf an Funke ist das Printmagazin ELTERN nicht betroffen, sondern lediglich der digitale Ableger.